# Parascutigera festiva
Parascutigera festiva es una especie de centípedo de la familia Scutigeridae. Es endémica de Nueva Caledonia, un territorio francés de ultramar en Melanesia. Fue descrita por primera vez en 1923 por el entomólogo francés Henri Ribaut.

## Distribución
La especie se encuentra en la isla principal de Grande Terre. El locotipo es Mont Panié.